# Cristóbal de Licia
San Cristóbal de Licia (en griego Ἅɣιος Χριστόφορος, Hágios Christóphoros) es venerado por la Iglesia católica y ortodoxa como un mártir ejecutado durante el reinado de Decio (Decius), emperador de Roma (que reinó del 249 al 251) o durante el reinado del emperador romano Maximino Daya (Maximinus II Dacianus, que reinó del 308 al 313). Se aprecia una confusión debida a la similitud de los nombres «Decio» y «Daya».
Su veneración solamente aparece en las tradiciones cristianas tardías y no es ampliamente conocido en la iglesia occidental sino hasta la Baja Edad Media, aunque algunas iglesias y monasterios fueron nombrados en su honor en torno al siglo VII.
El nombre Cristóforo significa “portador de Cristo”, por lo que predice lo que haría en su vida adulta e indica que el personaje puede no tener un origen histórico preciso.  Podría ser la misma figura que el egipcio san Menas.  Su famosa leyenda, que es conocida sobre todo en Occidente y podría haberse extraído de la antigua mitología griega (sería la cristianización de la barca de Caronte), cuenta que él portó a un chiquillo, al que no conocía, a través de un río antes de que el niño le revelase que era Cristo.  Debido a ello, se lo considera el santo patrón de los viajeros, y su efigie se lleva en medallas al cuello, brazaletes o en figuras para vehículos por parte de los cristianos.

## Leyenda
Los primeros relatos sobre él aparecen en Grecia en el siglo VI y se habían extendido a Francia en el siglo IX. El obispo y poeta del siglo XI Walter de Speyer dio una versión, pero las versiones más populares de esta leyenda se originaron en la "Leyenda áurea" escrita por Jacobo de Vorágine en el siglo XIII.
De acuerdo con el relato legendario de su vida, Cristóbal fue llamado inicialmente Reprobus.
Era un cananeo de 5 codos de altura (unos 2,30 metros) y un rostro temible. Tras servir en el reino de Canaán, se le ocurrió ir a servir "al mayor rey que existiese".  Fue a servir al rey que tenía la reputación de ser el más grandioso pero un día vio que ese rey se santiguaba ante la mención del Diablo. Por ello supo que ese rey le tenía miedo al Diablo, por lo que partió a buscar al demonio.  Se topó con una banda de merodeadores y uno de ellos le declaró que era el Diablo, de modo que Cristóbal decidió servirle. Pero cuando él vio que su nuevo amo se apartaba de una cruz en el camino, se dio cuenta de que tenía miedo de Jesucristo, así que lo dejó para preguntarle a la gente dónde estaba Cristo.  Así conoció a un ermitaño que le instruyó en la fe cristiana.  Cristóbal se preguntaba a sí mismo cómo podía entonces servir a Jesús.  Cuando el ermitaño le sugirió que ayunara y rezase, Cristóbal replicó diciendo que él no estaba dispuesto a realizar ese servicio.  El ermitaño le sugirió entonces que, a causa de su gran tamaño y su fuerza, podría ayudar a Cristo ayudando a la gente a cruzar un peligroso río donde la gente solía perecer en el intento.  El ermitaño le prometió que ese servicio le complacería a Cristo. 

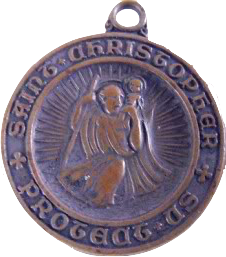
Una medalla de bronce de san Cristóbal.

Cuando Cristóbal ya llevaba un tiempo realizando ese servicio, un niño pequeño le pidió que le ayudara a cruzar el río. Durante la travesía, el río creció y el infante parecía tan pesado como el plomo, hasta tal punto que Cristóbal apenas lo podía llevar y se encontró con una gran dificultad.  Cuando finalmente alcanzó el otro lado, le dijo a la criatura: “Me has puesto en el mayor peligro.  No creo ni que el mundo entero sea tan pesado en mis hombros como lo has sido tú”.  Y el pequeño respondió: “Tú no sólo has tenido en tus hombros el peso del mundo, sino al Hombre que lo creó.  Yo soy Cristo, tu Rey, a quien has servido en este oficio”. El niño luego se desvaneció.
Cristóbal visitó posteriormente Licia y allí consoló a los cristianos, que estaban siendo martirizados.  Fue llevado ante el rey local, y se negó a realizar sacrificios a los dioses paganos.  El rey intentó ganárselo con riquezas y enviándole a dos bellas mujeres para tentarlo. Cristóbal convirtió a las mujeres al cristianismo, como ya había convertido a cientos en la ciudad.  El rey ordenó matarlo.  Tras varios intentos fallidos, Cristóbal fue decapitado.

## Historia

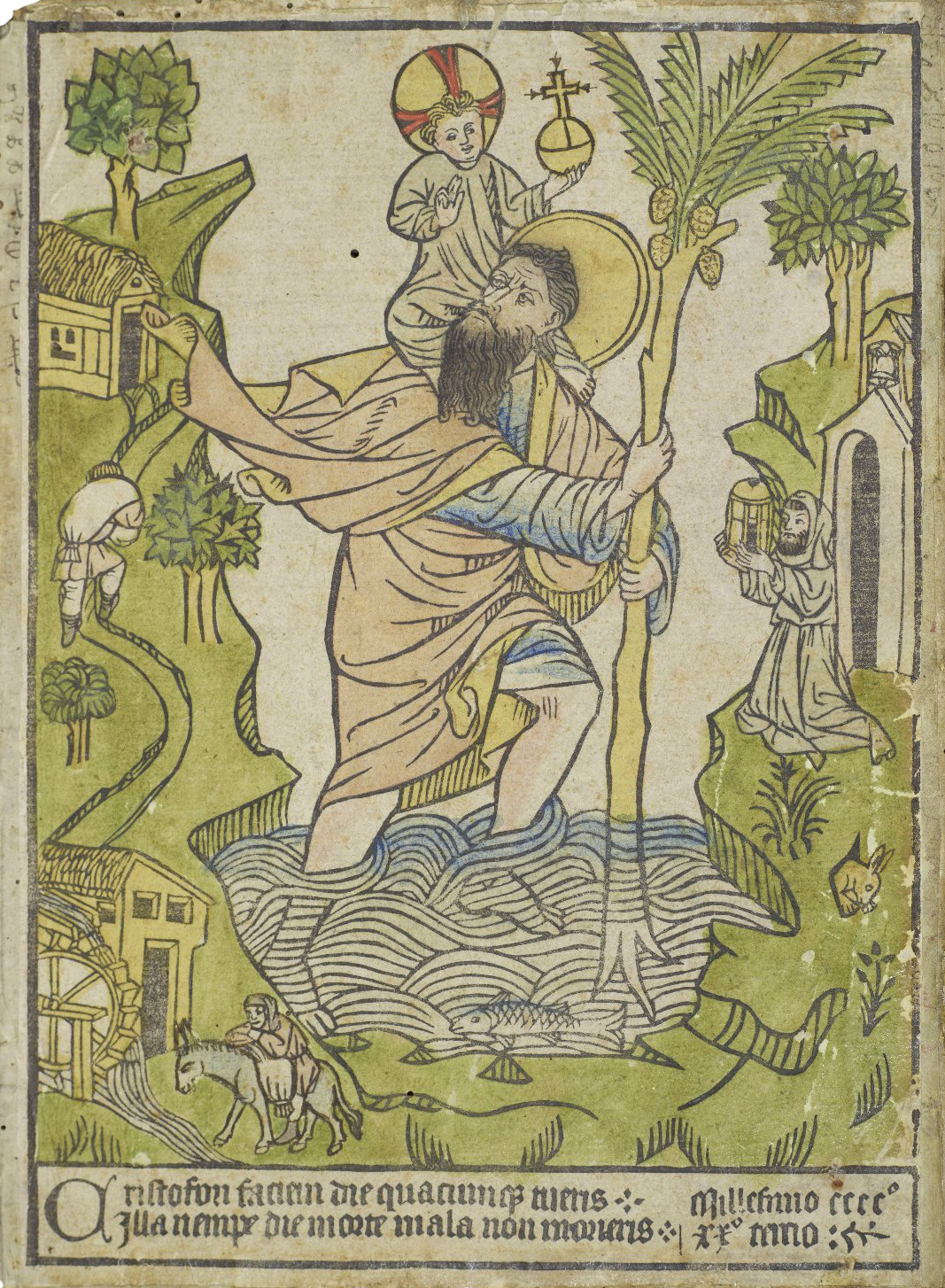
El grabado más antiguo conocido. 1423, Buxheim, coloreado a mano.

El examen histórico de las leyendas sugiere que Reprobus (Cristóbal) vivió durante las persecuciones cristianas del emperador romano Decio, y que fue capturado y martirizado por el gobernador de Antioquía. El historiador David Woods propuso que los restos de san Cristóbal habían sido llevados a Alejandría por el papa Pedro I de Alejandría, donde se identificó con el mártir egipcio san Menas.
La leyenda de san Cristóbal recoge dos hechos importantes que caracterizan la historia de san Menas. El primero de ellos son las leyendas griegas y latinas de san Cristóbal Mártir identificándolo como un miembro del regimiento auxiliar romano Cohorte Tercera Valeria de los Marmantos (en latín, Cohors tertia Valeria Marmantarum), una unidad militar del norte de África en Marmarica (entre las actuales Libia y Egipto), reclutado por el emperador Diocleciano. La segunda característica es que san Cristóbal fue martirizado en Antioquía.
El martirio de san Menas se corresponde al detalle con el de la leyenda de san Cristóbal. La teoría que identifica a los dos santos como la misma persona concluye que el nombre de Cristóbal, que significa “el que lleva a Cristo”, fue un título dado al valiente Menas, que murió en Antioquía.  Como él no era nativo de esa tierra, su nombre no era conocido y simplemente se le conocía con su título: Christophoros o “portador de Cristo”. San Menas se convirtió en el patrón de los viajeros en la tradición copta, lo que también establece una asociación con san Cristóbal, que es el patrón de los viajeros en las tradiciones griega y latina.

## Paralelismos en la mitología griega
La leyenda de San Cristóbal tiene alguna similitud con el héroe griego Jasón, el cual es también representado como un joven robusto y que ayuda a cruzar un río a una anciana que comienza  a resultarle cada vez más pesada al punto de casi no poder realizar la tarea, y que luego de haber ambos alcanzado la orilla, ella aparece en su verdadera forma revelándole a Jasón que ella es la diosa Hera. Jasón, al igual que San Cristóbal Mártir, también se oponen a la hegemonía de un rey tirano que decide ejecutarlo de diversas maneras, aunque en el caso de Jasón, el rey Pelias no logra finalmente su cometido.  Pelias bien pudo ser un rey de un pueblo vecino más que un monarca usurpador. Por otra parte, el verdadero nombre de Jasón era Diómedes que significa “Hábil como Dios”. 

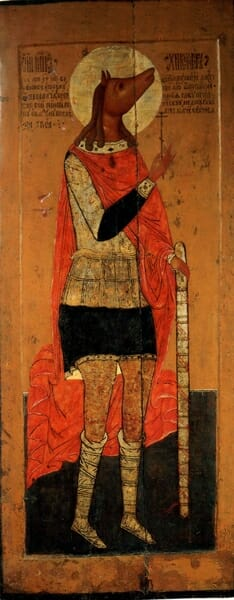
En representaciones orientales, a veces San Cristóbal es representado con cabeza de perro o cinocéfalo.

## Veneración y patronazgos

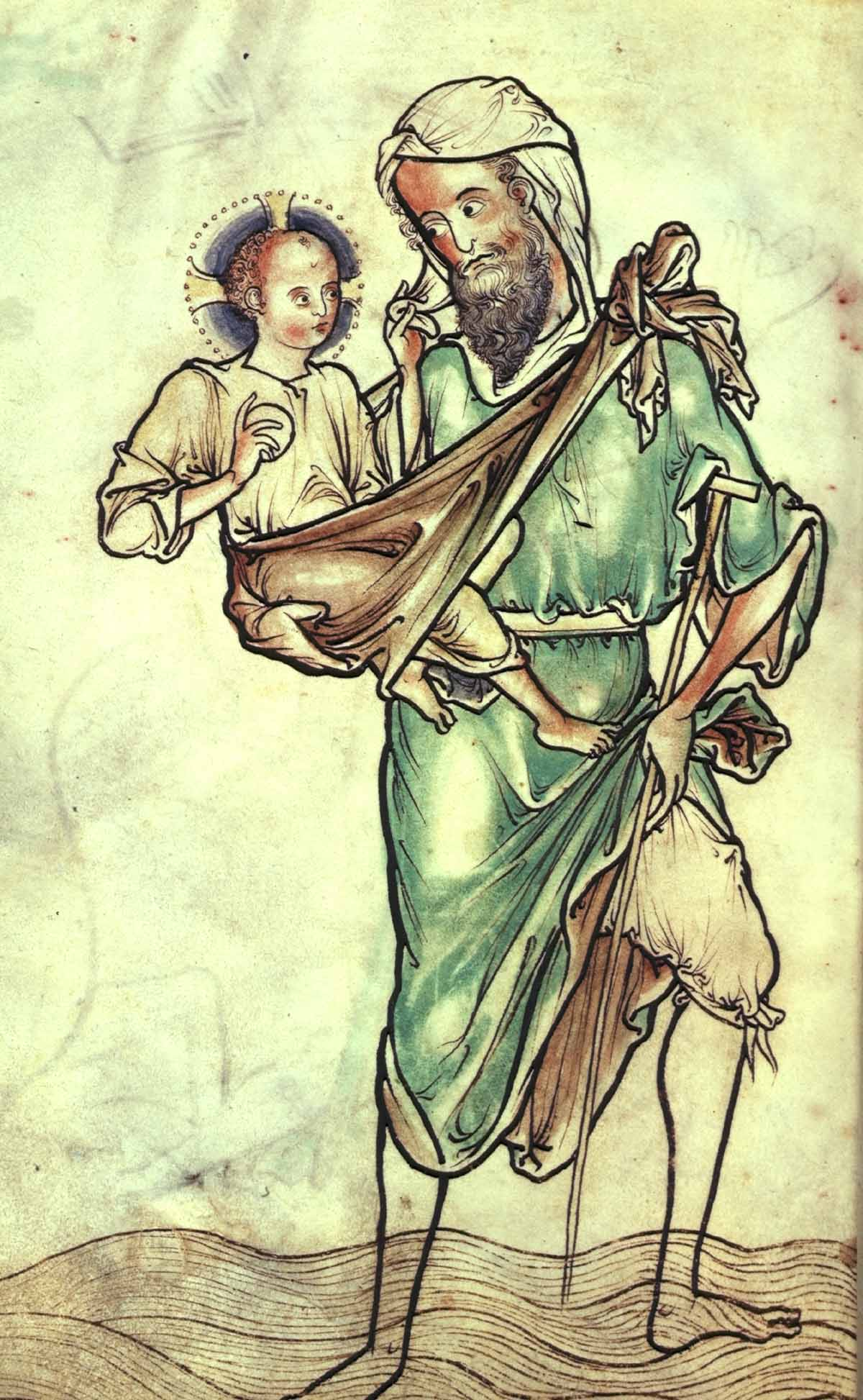
San Cristóbal. Salterio de Westminster, c. 1250.

### Iglesia ortodoxa
La iglesia ortodoxa oriental venera a san Cristóbal de Licia con un día festivo el 9 de mayo. Las lecturas litúrgicas y los himnos se refieren a su encarcelamiento por Decius, que tentó a Cristóbal con rameras antes de ordenar su decapitación. Un himno de tipo kontakion dice:

Tú que eras aterrador tanto en la fuerza y en el rostro, por amor de tu Creador te entregaste voluntariamente a los que te buscaban; porque persuadiste tanto a ellos como a las mujeres que buscaban despertar en ti el fuego de la lujuria, y que te siguieron en el camino del martirio. Y en los tormentos probaste ser valiente. Por tanto, te hemos ganado como nuestro gran protector, oh gran Cristóbal.

### Iglesia católica
El martirologio romano lo recuerda el 25 de julio. El calendario tridentino lo conmemoraba ese día sólo en misas privadas.  Por el calendario general romano de 1954 su conmemoración se ha extendido a todas las misas, pero esto se retiró en el calendario romano de 1970 como parte de la reorganización general del calendario del rito romano por el motu proprio Mysterii Paschalis. Se describe a esta conmemoración como no perteneciente a la tradición romana, por ser relativamente tardía (en torno al 1550) y por la forma limitada en la que fue aceptada dentro del calendario romano, pero esta festividad continúa siendo seguida localmente.

### Protestantismo
En algunas denominaciones del protestantismo San Cristóbal es más atribuido  y comparado con Menas, la fecha de celebración varía según el calendario, la razón principal de tal veneración es debida a la  honorable  martirización.

### Reliquias
El museo de arte sacro de la iglesia de San Justino (Sveti Justina) en Rab, Croacia, dice que un relicario de plata dorada contiene el cráneo de san Cristóbal.  De acuerdo con la tradición de la iglesia, un obispo enseñó las reliquias en la muralla de la ciudad en el año 1358 para terminar con un asedio de la ciudad del ejército otomano.

### Patronazgo general
San Cristóbal es un santo muy popular, sobre todo para atletas, marineros y viajeros. Es venerado como uno de los catorce santos auxiliadores.  En España, san Cristóbal es el patrón de los conductores.
Además, San Cristóbal es el santo patrón de muchas ciudades y pueblos del mundo, incluyendo:
Asia: Paete (Filipinas). 
África: São Cristovão (Cabo Verde).  
Europa:
- Escudo de armas de Vilna (Lituania), con la imagen de San CristóbalFuente el Olmo de Íscar (Segovia)

Escudo de armas de Vilna (Lituania), con la imagen de San Cristóbal

- San Cristóbal de La Laguna (Tenerife).
- San Cristóbal de Tosas .
- San Cristóbal de Couso (España).
- Restábal, Burguillos, Jabaloyas,[23] Restábal, etc.
- Mondim de Basto (Portugal).
- São Cristóvão de Lafões (Portugal).
- Agrinio (Grecia).
- Vilnius (Lituania).
- Riga (Letonia).
- Baden-Baden, Braunschweig y Mecklenburg (Alemania);[7]
- Barga (Italia);
- Rab (Croacia);
- Roermond (Países Bajos)

América Latina y el Caribe:
- São Cristóvão (Sergipe, Brasil).
- São Cristóvão do Sul (Santa Catarina, Brasil).
- Localidad de San Cristóbal (Bogotá, Colombia).
- San Cristóbal (República Dominicana).
- San Cristóbal (Venezuela).
- Ciudad de Jayaque, La Libertad (El Salvador)
- Distrito de Chepo  (Panamá).
- Isla de San Cristóbal (San Cristóbal y Nieves)
- La Habana (Cuba).
- San Cristóbal de Las Casas (Chiapas, México).
- San Cristóbal de Tlacotalpan (actual Tlacotalpan, Veracruz de Ignacio de la Llave, México).
- San Cristóbal de Alvarado (actual Alvarado, Veracruz, México).
- San Cristóbal Ecatepec (Estado de México).

- San Cristóbal Texcalucan (Estado de México).
- San Cristóbal Huichochitlán(Estado de México).

## San Cristóbal en el Perú
En la ciudad peruana del Cusco, cada año se celebra el Corpus Christi, con 15 imágenes de santos y vírgenes, provenientes de distintos templos de la ciudad. Una de ellas es el patrón San Cristóbal, que viene del templo del mismo nombre, en el barrio de San Cristóbal (antiguo Qolqampata). La imagen es llevada en procesión hasta la Catedral del Cusco, con su niño Jesús en brazos, y acompañado de San Antonio Abad, para  las celebraciones centrales del Corpus Christi. Al finalizar, sube de nuevo a su templo, donde permanece hasta las próximas fiestas del Corpus.
En su honor el 3 de julio de 1677 se fundó la Universidad de San Cristóbal de Huamanga por el entonces Obispo de Huamanga Cristóbal de Castilla y Zamora.